# 臺中市公有第二零售市場
24°08′33″N 120°40′44″E / 24.142367°N 120.678813°E
臺中市公有第二零售市場（簡稱第二市場），是位於臺灣臺中市中區三民路與臺灣大道一段路口的傳統觀光市場。佔地2,388坪，主體建築佔地324坪，屬三翼放射狀建築型態，中央以一座六角主樓為其核心；店舖類54間、固定攤位約200攤、臨時攤位約100攤。由第二市場自治會管理。

## 介紹

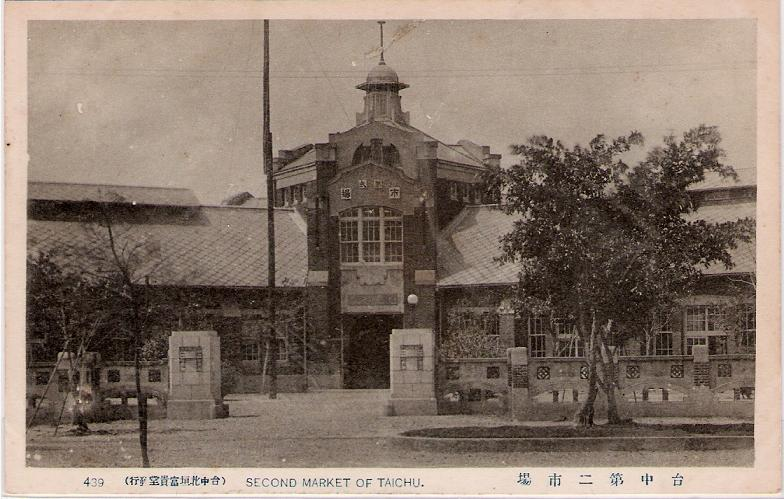
第二市場在日治時期的樣貌

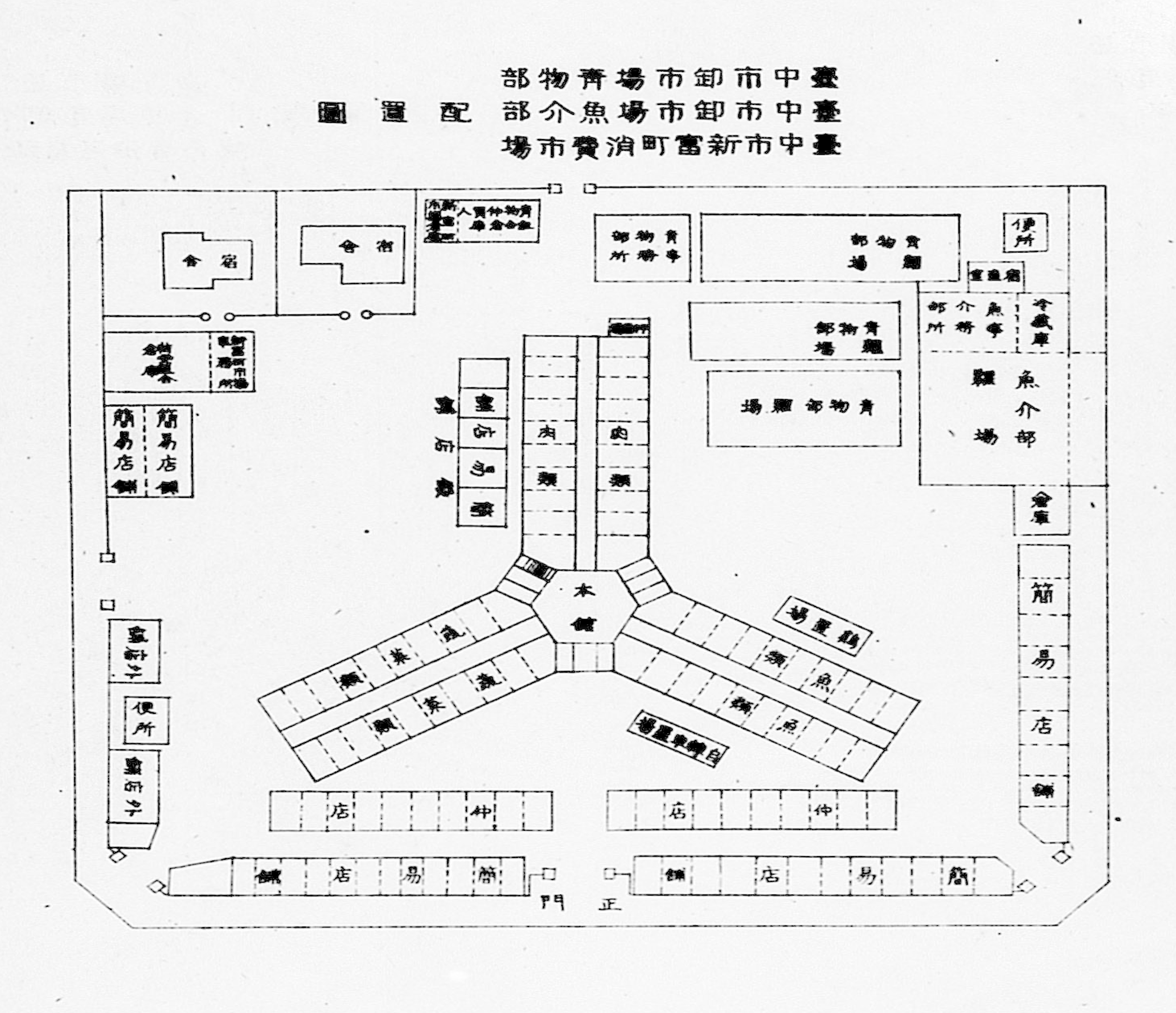
臺中市新富町消費市場平面圖

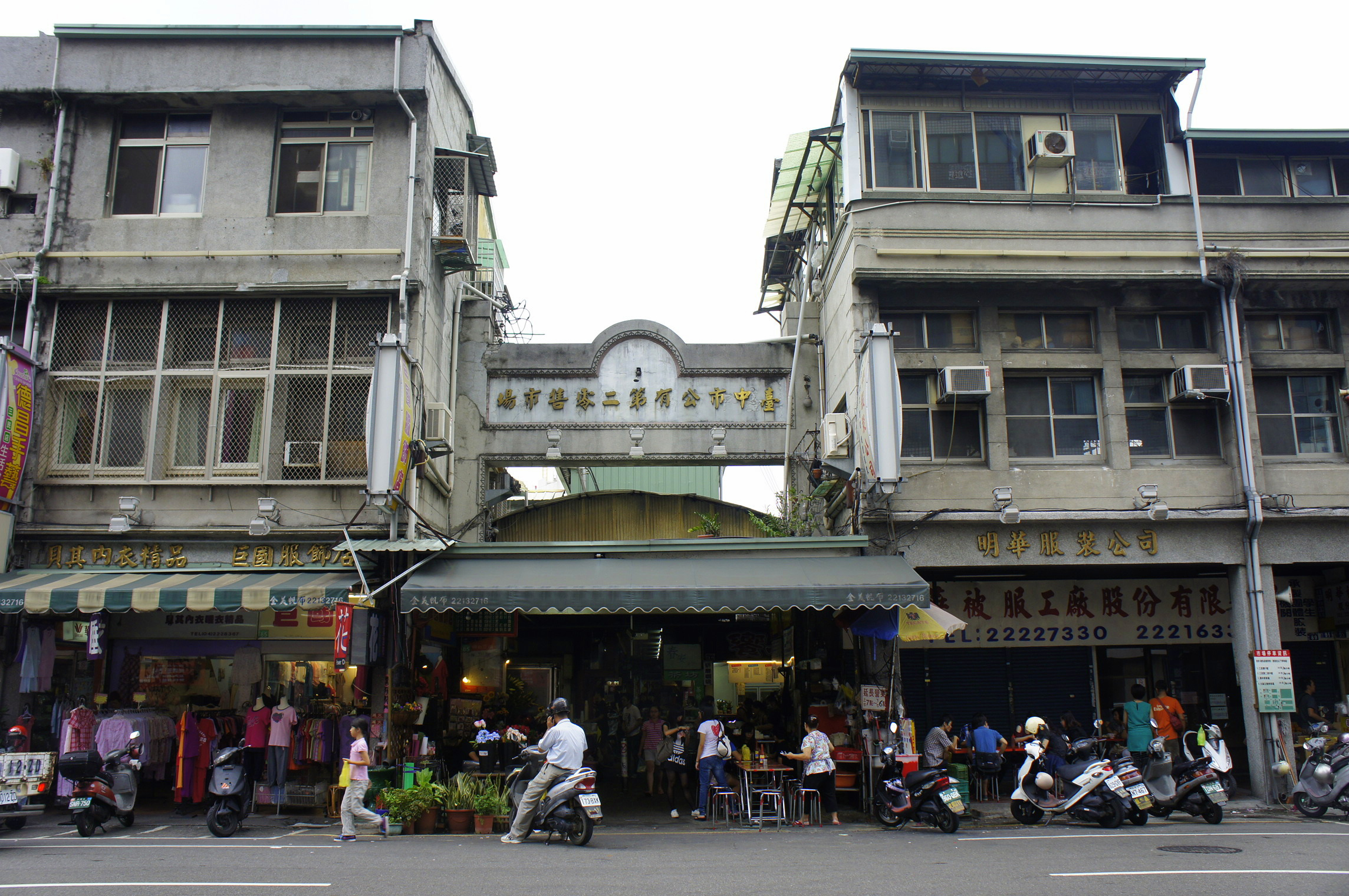
第二市場三民路入口

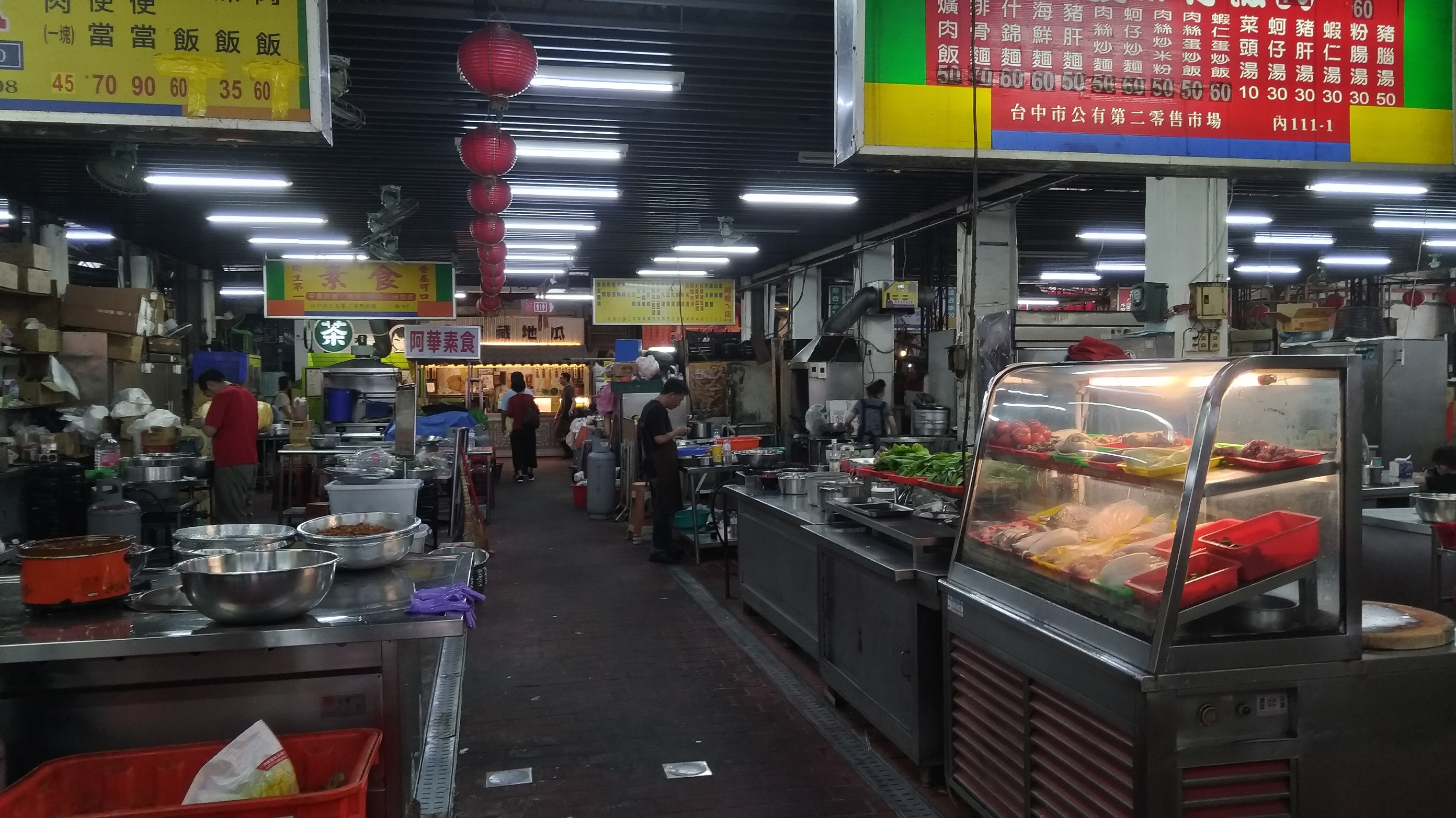
第二市場內部一景

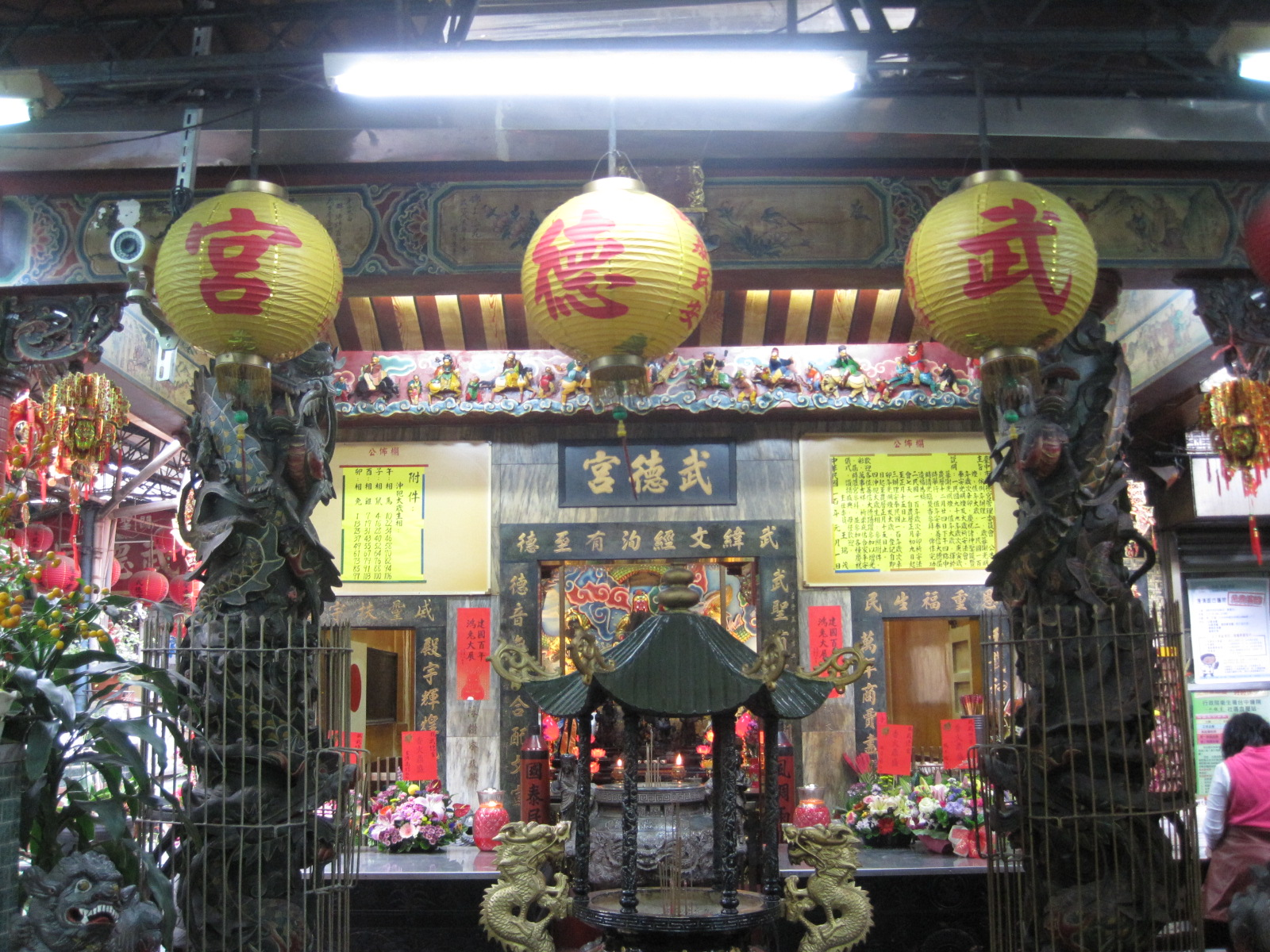
武德宮

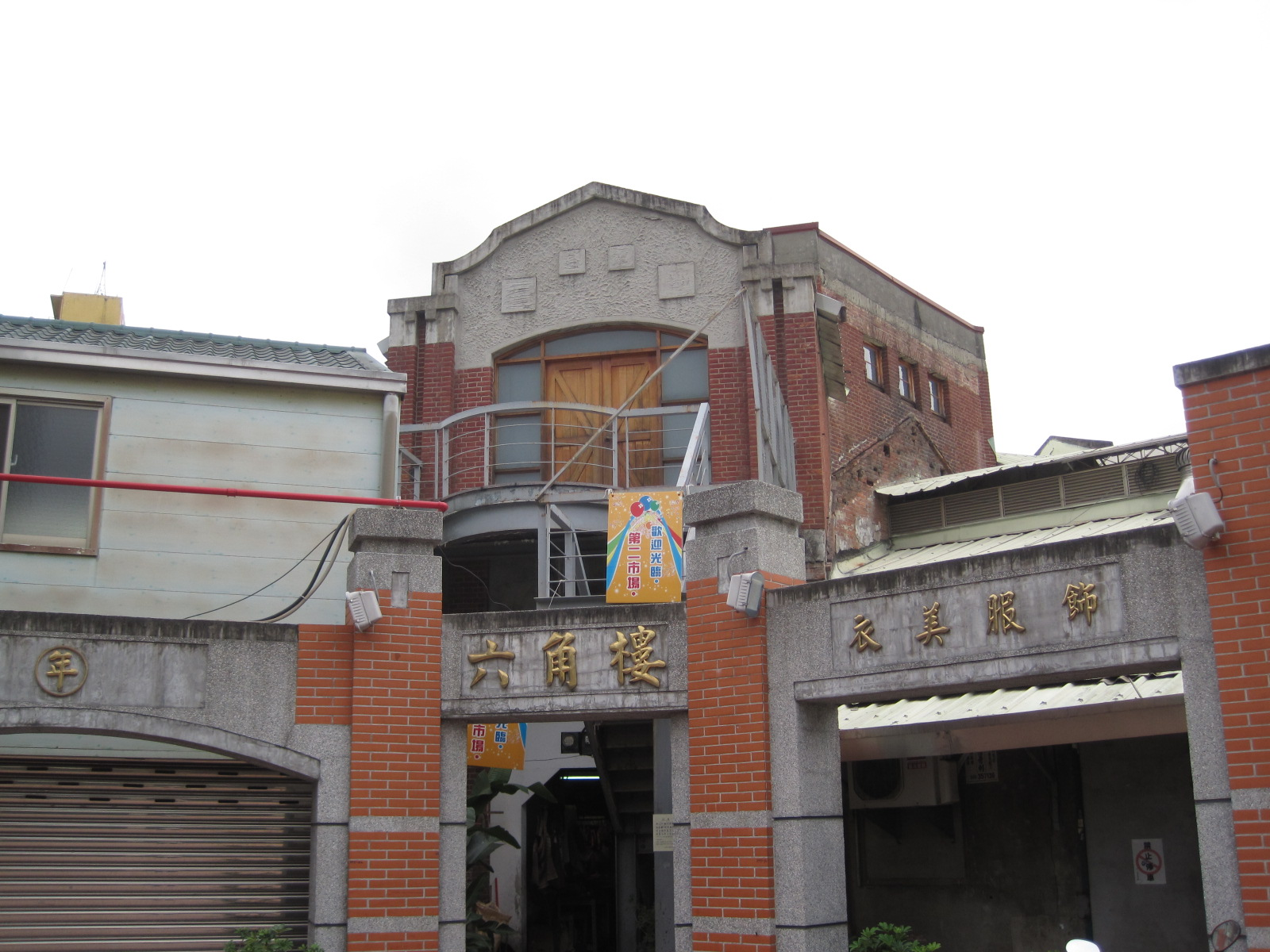
六角樓

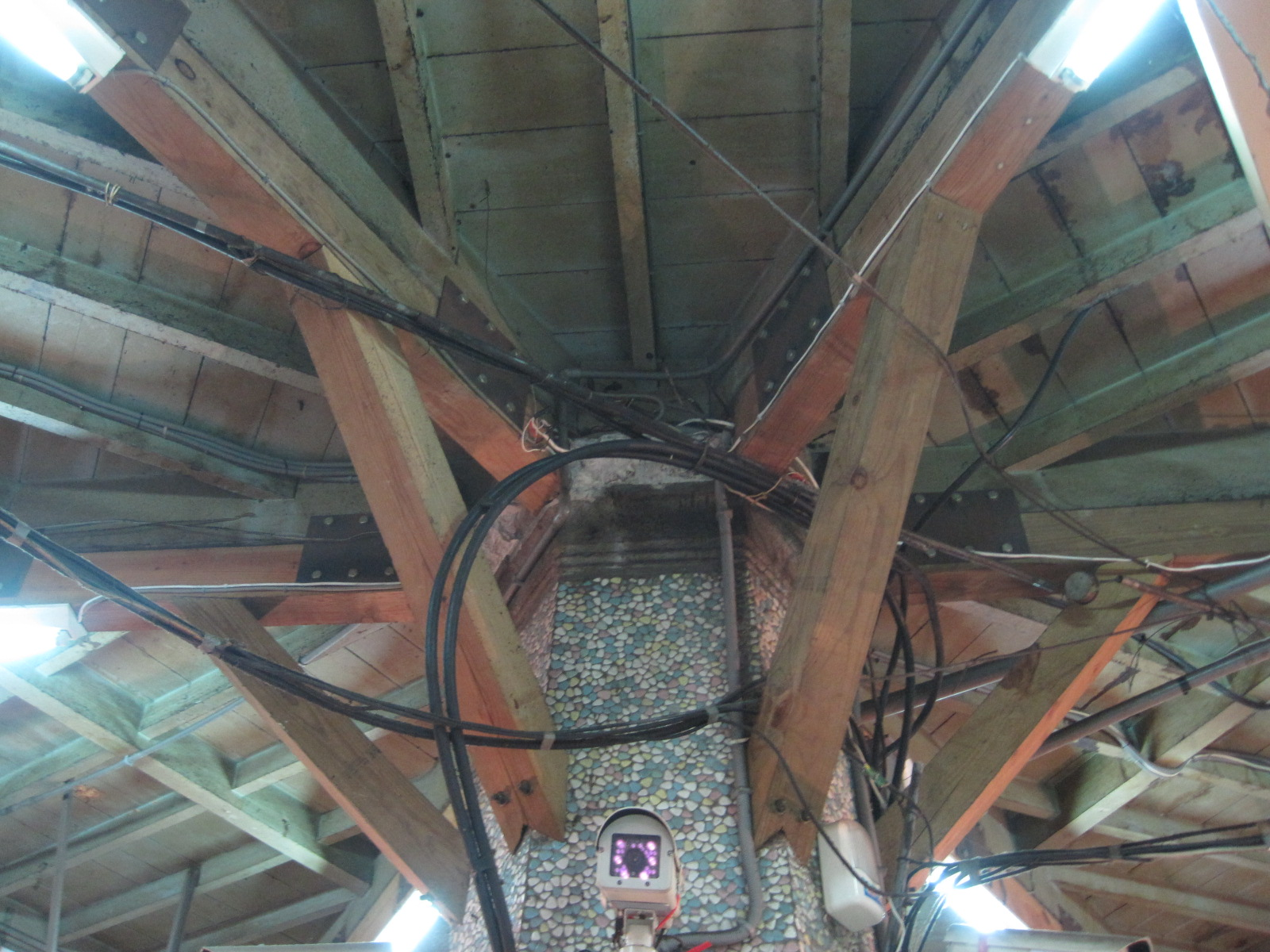
六角樓底部支撐構造

第二市場為1917年11月開設，位於台中市新富町三丁目（今中區中正路、臺灣大道、中山路及興中街所圍成街廓），故稱為新富町市場，其呈三翼放射狀的本館與第一市場為同個樣式，當時耗資39,000圓。除了本館，在外側也設有簡易店鋪，以及魚、蔬菜批發市場。由於是臺中市所建設的第二個消費市場，又俗稱為第二市場。
關於第二市場用地位置，曾有兩個選擇之議，一個是臺中醫院前，另一個是在舊市場附近，最後因為距離舊市場太近，最後決定在臺中醫院附近的位置。
第二市場以精美的貨品品質、較高的售價服務於當時新富町的日本人，因此又有「日本人的市場」、「有錢人的市場」之稱。

### 歷史
- 1917年，第二市場開設。
- 1931年，新築簡易賣店兩棟。
- 1936年，市場內過於密集的零售商與交錯複雜的管線線路不慎引發大火，後來將部份店鋪重建。
- 1946年，市場內建武德宮，主要是供奉關聖帝君和媽祖，為第二市場攤販的信仰中心。
- 2004年－2005年，臺中市政府進行全面性整修。

## 特色
< 地方創生店舖 >
- 中興西服冰菓室
- 永裕行

< 在地創生團體 >
- 臺中市新富町地方創生協會

< 百年水果攤 >
- 陳慶
- 慶周
- 樹根

< 雜貨店鋪 >
- 新正
- 隆盛行

< 小吃攤商 >
- 漢潮漢方智慧茶
- 山河滷肉飯
- 聰明擔仔麵
- 魚皮李滷肉飯
- 李海滷肉飯
- 福州意麵魚丸店
- 茂川肉圓
- 顏記肉包
- 文忠行手工潤餅皮
- 丸先魚行
- 嵐肉燥專賣店
- 楊媽媽立食
- 阿娥古早味-蔴薏湯
- 王記菜頭粿
- 阿嬤ㄟ店
- 老賴茶棧
- 鄒記蔥油餅
- 悅來香
- 阿月壽司

## 交通
- 臺中市公車
  - 臺灣大道幹線公車 仁愛醫院站：300、301、302、303、304、305、306、307、308、309、310
  - 第二市場（三民路）：5、6、8、14、14副、15、26、41、70、82、99、108、132、142、158、163、200、500、700、901、901副、
  - 仁愛醫院（臺灣大道）：30、40、45、48、101、107

- 捷運(規劃中)
  - 臺中捷運藍線第二市場站(規劃中)

## 外部連結
臺中市公有第二零售市場臉書專頁